# Vucub-Caquix
Vucub-Caquix (”sju papegojor”) var i mytologin hos Mayaindianerna i Mexiko en mäktig demon, som härskade i den mayanska underjorden Xibalbá tillsammans med sin näst högste, Hun Came. Han var en storvuxen fågel-lik gestalt, som hade fått gudarnas uppdrag i den första skapelsen att även ta hand om solen på natten.
Med Chimalmat var han far till demonjättarna Cabrakan and Zipacna. Han och barnen skröt otillbörligt med hans roll som solgud. Men hans degradering inleddes, när han förlorade ett parti ”darts” mot hjältetvillingarna, Ixbalanque och Hunahpu. Trots förlusten fortsatte Vucub-Caquix att bära på en falsk sol i sin näbb, ända tills han blev nedskjuten i flammor vid slutet av den senaste skapelsen.
Bröderna Hunahpu och Ixbalanque bestraffade honom och hans likasinnade till slut med döden för sin arrogans och som hämnd för att ha huggit huvudet av deras far Hun Hunahpu.